# Episodi di Eureka (prima stagione)
La prima stagione di Eureka è stata trasmessa negli Stati Uniti d'America per la prima volta dal 18 luglio 2006 al 3 ottobre 2006, dal canale Syfy. In Italia la serie è iniziata su Fox il 4 agosto 2007 ed è  terminata il 15 settembre 2007.
| nº | Titolo originale   | Titolo italiano      | Prima TV USA      | Prima TV Italia   |
| -- | ------------------ | -------------------- | ----------------- | ----------------- |
| 1  | Pilot              | Misteriosi fenomeni  | 18 luglio 2006    | 4 agosto 2007     |
| 2  | Many Happy Returns | Il fantasma          | 25 luglio 2006    | 11 agosto 2007    |
| 3  | Before I Forget    | Vuoti di memoria     | 1º agosto 2006    | 11 agosto 2007    |
| 4  | Alienated          | Rapiti dagli alieni  | 8 agosto 2006     | 18 agosto 2007    |
| 5  | Invincible         | L'invulnerabile      | 15 agosto 2006    | 18 agosto 2007    |
| 6  | Dr. Nobel          | Dottor Nobel         | 22 agosto 2006    | 25 agosto 2007    |
| 7  | Blink              | Alta velocità        | 29 agosto 2006    | 25 agosto 2007    |
| 8  | Right as Raynes    | Giusto come Raynes   | 5 settembre 2006  | 1º settembre 2007 |
| 9  | Primal             | Un bacio necessario  | 12 settembre 2006 | 1º settembre 2007 |
| 10 | Purple Haze        | Strani comportamenti | 19 settembre 2006 | 8 settembre 2007  |
| 11 | H.O.U.S.E. Rules   | Le regole della casa | 26 settembre 2006 | 8 settembre 2007  |
| 12 | Once in a Lifetime | Una volta nella vita | 3 ottobre 2006    | 15 settembre 2007 |

## Misteriosi fenomeni
- Titolo originale: Pilot
- Diretto da: Peter O'Fallon
- Scritto da: Andrew Cosby, Jaime Paglia

### Trama
Il Marshal federale Jack Carter è in viaggio verso Los Angeles per scortare una fuggitiva minorenne, che più tardi si scoprirà essere sua figlia Zoe. A causa di un guasto alla macchina, i due sono costretti a fare tappa nella città di Eureka; lo sceriffo locale, Cobb, perde una gamba in un bizzarro incidente durante un'indagine e Carter accetta di sostituirlo in attesa di poter ripartire. L'agente governativo Allison Blake gli spiega che Eureka è una città segreta fondata per volontà di Albert Einstein dove abitano i migliori scienziati d'America, tutti impiegati presso il locale centro di ricerca, la Global Dynamics; la città è controllata dal Dipartimento della Difesa, con cui Allison funge da tramite, e l'incidente di Cobb è solo l'ultimo di una serie di anomalie provocate da un esperimento andato fuori controllo. Nel corso dell'incarico, Carter fa la conoscenza di alcuni dei cittadini, tra cui la psichiatra Beverly Barlowe, l'eccentrico zoologo Jim Taggart, l'ingegnere tuttofare Henry Deacon e la grintosa vicesceriffo Jo Lupo. Carter scopre che gli incidenti sono provocati da un acceleratore di particelle messo a punto dal fisico Walter Perkins che rischia di far collassare lo spaziotempo; Walter è morto tentando di rimettere a posto le cose, ma grazie ad un'intuizione di Carter e con l'aiuto del figlio di Allison, Kevin, affetto dalla sindrome del savant, gli scienziati di Eureka riescono a riprogrammare l'acceleratore e a salvare la situazione. Risolto il problema, Carter scopre di essere stato nominato sceriffo di Eureka per intercessione di Cobb, che in seguito all'incidente ha dovuto ritirarsi. Susan Perkins, moglie di Walter, confida a Beverly che Walter era riuscito a procurarsi il materiale per l'acceleratore illegalmente e che era perciò coinvolto in un caso di spionaggio industriale; Beverly ascolta la sua confessione, dopodiché la uccide, rivelandosi a sua volta un'agente dell'organizzazione con cui era in contatto Walter.
- Guest Star: Maury Chaykin (sceriffo William Cobb), Rob LaBelle (Walter Perkins), Garry Chalk (colonnello Briggs).
- Altri interpreti: Jennifer Clement (Susan Perkins), Shayn Solberg (Spencer Martin), Zak Ludwig (Brian Perkins), Chris Gauthier (Vincent), Benjamin Smith (Oppenheimer), Ian Carter (capo Marshall), Kwesi Ameyaw (agente speciale Hicks), Leanne Merrett (agente speciale Miller), Chris Burns (Buzz), Tyler McClendon (caporale), Norm Sherry (guardia della sezione 5), Kevin Murray (Charley), Keith Wilson (gemello #1), Bryan Wilson (gemello #2).

## Il fantasma
- Titolo originale: Many Happy Returns
- Diretto da: Jefery Levy
- Scritto da: Jaime Paglia, Andrew Cosby

### Trama
Subito dopo il funerale dei Perkins, Eureka è sconvolta dalle apparizioni di un fantasma e soprattutto dall'arrivo in città di Susan Perkins, viva e vegeta; la Susan che tutti conoscevano e che è stata uccisa da Beverly Barlowe, infatti, era in realtà un clone che Walter aveva creato perché ancora innamorato della moglie nonostante lei l'avesse lasciato anni prima. Il fantasma si rivela essere lo stesso Walter, incastrato in una dimensione parallela a causa dell'incidente con l'acceleratore; alla fine, gli scienziati trovano il modo di stabilizzarlo e tutto si risolve per il meglio. Alla Global si insedia il nuovo direttore, Nathan Stark, premio Nobel nonché ex marito di Allison; Carter, nel frattempo, si trasferisce assieme a Zoe nella sua nuova casa, un bunker antiatomico trasformato in abitazione e gestito da S.A.R.A. ("Super Abitazione Robotizzata e Automatizzata"), un'intelligenza artificiale creata da Douglas Fargo, assistente di Stark.
- Guest Star: Jennifer Clement (Susan Perkins), Rob LaBelle (Walter Perkins).
- Altri interpreti: Zak Ludwig (Brian Perkins).

#### Curiosità
- Il nome originale di S.A.R.A., ovvero S.A.R.A.H. (Self Actuated Residential Automatized Habitat), è un riferimento all'attrice Sarah Michelle Gellar, di cui Fargo è un grande ammiratore. Lo stesso Fargo ammette di aver cercato di contattare l'attrice per poter registrare la sua voce, ma di non aver mai avuto risposta[1].
- S.A.R.A. è doppiata in italiano da Daniela di Giusto[2], mentre in originale da Neil Grayston, interprete di Fargo, spiegando come faccia Carter ad accorgersi che è proprio lui a darle la voce.

## Vuoti di memoria
- Titolo originale: Before I Forget
- Diretto da: Michael Robison
- Scritto da: Karl Schaefer

### Trama
Jason e Kim Anderson, ricercatori e vecchi amici di Henry, arrivano ad Eureka per portare a termine un progetto commissionato dalla Difesa. Mentre Zoe è impegnata con il teatro scolastico nella messa in scena di una versione molto particolare di Sogno di una notte di mezza estate, Carter ed Henry iniziano a soffrire di vuoti di memoria; la causa è Jason, capace di cancellare i ricordi grazie ad un dispositivo. Jason ha sfruttato il congegno molte volte nel corso degli anni per appropriarsi del lavoro della moglie e ha addirittura alterato i ricordi di Henry e Kim, che un tempo avevano una storia, in modo che i due si lasciassero e Jason potesse avere Kim per sé. Grazie a Carter, che indossando una microcamera ottiene le prove dell'esistenza del congegno, Jason viene smascherato e Kim ottiene un lavoro alla Global Dynamics, potendo così riprendere la sua relazione con Henry.
- Guest Star: Tamlyn Tomita (Kim Anderson), Andrew Airlie (Jason Anderson), Chris Gauthier (Vincent), Samuel Patrick Chu (Putnam).
- Altri interpreti: Ryan Vrba (Puck), Amber Borycki (fata cibernetica), Ken Yanko (generale).

## Rapiti dagli alieni
- Titolo originale: Alienated
- Diretto da: Marita Grabiak
- Scritto da: Varina Bleil, Betsy Landis

### Trama
In città arriva Arnold Faraday, membro del Congresso, per un riesame del budget della Global Dynamics. Stark, per fare buona impressione, gli presenta il progetto di un'arma per l'induzione di ansia e paranoia attraverso un segnale satellitare; in realtà, all'insaputa di tutti, Faraday è anche un membro del Consorzio, l'organizzazione segreta di cui fa parte Beverly, e il loro obiettivo è un misterioso "Manufatto" custodito nella Sezione 5, l'area di massima sicurezza della Global. Fargo, Taggart, Vincent, proprietario del Café Diem, Jo e Spencer, l'assistente di Henry, iniziano a comportarsi in modo strano e a credere che sia imminente un'invasione aliena; si scopre che la causa è un film sugli extraterrestri che i cinque hanno guardato usando per la ricezione del segnale proprio il satellite della Global programmato per l'esperimento sulla paranoia. In preda al delirio, Jo, Fargo e Taggart sequestrano Faraday, credendolo un alieno, ma con l'aiuto di Carter riusciranno a tornare in sé.
- Guest Star: Garwin Sanford (Arnold Faraday), Chris Gauthier (Vincent), Shayn Solberg (Spencer Martin).
- Altri interpreti: Lyla Alizada (Dr. Sharat), Daryl Shuttleworth (guardia).

## L'invulnerabile
- Titolo originale: Invincible
- Diretto da: Michael Grossman
- Scritto da: Dan E. Fesman

### Trama
Uno strano incidente durante un esperimento rende invulnerabile il nevrotico dottor Carl Carlson, esperto in rigenerazione cellulare. Nei giorni successivi, le abilità di Carlson evolvono sempre di più, conferendogli telepatia e telecinesi; Henry e Stark scoprono che Carl è stato contaminato dalle radiazioni emesse dal Manufatto, che stanno portando il suo cervello a sbloccare tutto il proprio potenziale. Grazie alle sue nuove percezioni, Carl scopre che Beverly vuole servirsi di lui per accedere al Manufatto e che Stark stesso, pur se completamente estraneo al Consorzio, è ossessionato dal misterioso oggetto; attratto sempre di più dall'energia del Manufatto, Carl sceglie infine di fondersi con esso, morendo, ma prima di scomparire assicura Stark che un giorno anche lui capirà di cosa si tratta.
- Guest Star: Saul Rubinek (Dr. Carl Carlson), Chris Gauthier (Vincent), Shayn Solberg (Spencer Martin).
- Altri interpreti: Yvonne Myers (membro dell'Ufficio Risorse Umane della Global), Randal Edwards (tecnico).

## Dottor Nobel
- Titolo originale: Dr. Nobel
- Diretto da: Jeff Woolnough
- Scritto da: Dan E. Fesman, Harry Victor

### Trama
Fargo attiva accidentalmente un'arma progettata ai tempi della Guerra Fredda per lanciare il raggio della morte; gli scienziati della Global Dynamics hanno poche ore per evitare la catastrofe. L'apparecchiatura è talmente antiquata che Carter è costretto a rintracciare il suo creatore, il dottor Irvin Thatcher, ormai anziano e affetto da demenza senile; per fargli ricordare la procedura di disattivazione, Carter, Allison e Stark inscenano una cerimonia in cui Thatcher viene insignito del premio Nobel per la creazione dell'arma, evento mai accaduto perché in realtà il Nobel andò ad un rivale di Thatcher, il quale ne uscì distrutto. Il lancio avviene comunque, ma Carter riesce, in modo molto originale, a deviare il raggio della morte, salvando la situazione. La messinscena, però, non è stata del tutto inutile: grazie ad essa, infatti, Thatcher è riuscito a riscattarsi professionalmente e ha finalmente trovato il coraggio di dichiararsi alla donna che ha sempre amato, trovando la felicità.
- Guest Star: Antony Holland (Dr. Irvin Thatcher), Chris Gauthier (Vincent), Donna White (Eugenia).
- Altri interpreti: Shayn Solberg (Spencer Martin), Colin Foo (scienziato anziano #1), John Burnside (scienziato anziano #2), Mark Burgess (uomo con il biglietto), Jocelyne Loewen (Doris Stokes).

## Alta velocità
- Titolo originale: Blink
- Diretto da: Jefery Levy
- Scritto da: Andrew Cosby, Jaime Paglia

### Trama
Carter e Jo indagano sul caso di un uomo che, correndo ad incredibile velocità, ha provocato un incidente automobilistico, morendo sul colpo. L'uomo era un ricercatore della Sezione 5 e membro del gruppo del dottor Milton Houk; si scopre che Houk e il suo gruppo, per migliorare le proprie prestazioni sul lavoro, hanno assunto una droga, ottenuta modificando un farmaco sperimentale per la cura dell'autismo, che accelera il metabolismo, generando la supervelocità. Houk, vittima di una crisi d'astinenza che ferma letteralmente il suo organismo, non riesce a confessare il nome di chi ha creato la sostanza, ma Carter riesce comunque a risalire all'identità del responsabile, ovvero Dylan, borsista alla Global Dynamics e interesse sentimentale di Zoe. Carter arresta il ragazzo, ma Stark decide comunque di conservare la droga per ulteriori sperimentazioni.
- Guest Star: Tom Tames (Dylan Hartwell), Chris Gauthier (Vincent), David Quinlan (Dr. Milton Houk).
- Altri interpreti: Shayn Solberg (Spencer Martin), Gary Sekhon (Kellor), Laura Adkin (cheerleader #1), Katie Chapman (cheerleader #2).

#### Curiosità
- La sostanza che nell'episodio provoca la supervelocità è un derivato fittizio del metilfenidato cloridrato, comunemente noto come Ritalin e spesso abbreviato proprio in MPH. Si tratta di un gioco di parole tra il nome della sostanza e l'acronimo di mile per hour, ossia miglio orario, la misura di velocità comunemente usata negli Stati Uniti.
- In una scena, Henry afferma che l'MPH è in grado di far raggiungere una velocità pari a quasi 600 miglia all'ora, corrispondente all'incirca a 960 km/h; più tardi, parlando con Allison, Carter fa erroneamente corrispondere tale valore a Mach 5, ossia cinque volte la velocità del suono, vale a dire più di 6000 km/h.

## Giusto come Raynes
- Titolo originale: Right as Raynes
- Diretto da: Mike Rohl
- Scritto da: Johanna Stokes

### Trama
Callister Raynes, un giovane informatico che tempo prima lavorò per la Global Dynamics, fa ritorno in città. Subito dopo il suo arrivo, ad Eureka cominciano a verificarsi malfunzionamenti dei computer provocati da un virus; Carter e Allison sospettano di Callister, ma si accorgono che Stark protegge il ragazzo. Messo alle strette, Stark confessa che Callister è in realtà un androide creato da lui stesso per testare un nuovo tipo d'intelligenza artificiale; Callister è portatore del virus, che lo sta danneggiando sempre di più, e accidentalmente lo ha diffuso alla rete cittadina. Stark, che tiene a lui come a un figlio, sapeva tutto e ora sta tentando di curarlo prima che sia troppo tardi. Carter scopre che Zoe si è resa colpevole di furto d'identità e di denaro per poterlo raggiungere ad Eureka e ha con lei una terribile discussione; ferita, Zoe scappa di casa assieme a Callister, fuggito a sua volta per non causare altri problemi. Carter e Stark riescono a trovarli, ma per Callister non c'è ormai più niente da fare, e il ragazzo si spegne tra le braccia di Stark; toccati dalla vicenda, Carter e Zoe si chiariscono e promettono d'ora in poi di essere una vera famiglia.
- Guest Star: David Paetkau (Callister Raynes), Chris Gauthier (Vincent), Shayn Solberg (Spencer Martin).
- Altri interpreti: Sean Devine (autista).

#### Curiosità
- Il titolo originale è un gioco di parole tra il nome di Callister Raynes e l'espressione inglese right as rain, traducibile con "sano come un pesce" oppure "liscio come l'olio".

## Un bacio necessario
- Titolo originale: Primal
- Diretto da: Colin Bucksey
- Scritto da: Karl Schaefer, Martin Weiss

### Trama
Fargo testa su Stark un dispositivo per utilizzare i computer con il pensiero e nel frattempo Taggart sperimenta dei nanorobot capaci di guarire ogni tipo di ferita. A causa di un comando errato, i nanorobot sfuggono al controllo e iniziano ad evolversi, assemblandosi in forme di vita sempre più complesse e intelligenti: l'origine del comando è il dispositivo che Stark sta testando, con il quale i nanorobot si sono collegati. Poiché il dispositivo risponde alle emozioni di Stark, i nanorobot si moltiplicano fino a generare un vero e proprio esercito di sue copie che agiscono controllate dal suo subconscio: per attirarli e distruggerli, Carter e Allison suscitano la gelosia di Stark baciandosi davanti a lui, cosa che conferma che Stark, in realtà, è ancora innamorato di Allison. Risolto il problema, Stark e Allison si riavvicinano, con delusione di Carter, fin dall'inizio attratto da Allison.
- Guest Star: Chris Gauthier (Vincent), Shayn Solberg (Spencer Martin).
- Altri interpreti: Robert Clarke (Larry), Rukiya Bernard (tecnico), Aleks Paunovic (guardia di sicurezza della Global).

## Strani comportamenti
- Titolo originale: Purple Haze
- Diretto da: David Straiton
- Scritto da: Andrew Cosby, Jaime Paglia

### Trama
Un polline prodotto da una nuova specie di piante provoca negli abitanti di Eureka comportamenti impulsivi e irrazionali: Allison ha una lite con Stark e ci prova con Carter, Henry è frustrato e intrattabile, Jo pensa solo a divertirsi, Stark viola la sicurezza pur di accedere al Manufatto e Beverly rivela pubblicamente i segreti che le sono stati confidati dai cittadini durante le sedute. Gli unici rimasti inalterati sono Carter e Zoe, protetti dai filtri per l'aria di S.A.R.A. Carter distrugge le piante e l'effetto del polline svanisce, ma l'esperienza ha creato dissapori tra i cittadini, ed Henry decide di lasciare Eureka.
- Guest Star: Alan Legros (Seth Osbourne), Chris Gauthier (Vincent), Michael Benyaer (Dr. Louis Glazer).
- Altri interpreti: Bryan Wilson (gemello #1), Keith Wilson (gemello #2).

## Le regole della casa
- Titolo originale: H.O.U.S.E. Rules
- Diretto da: Jeff Woolnough
- Scritto da: Harry Victor

### Trama
Carter non si sente apprezzato per ciò che fa per Eureka e inizia a considerare di lasciare la città, anche spinto dalla decisione di Henry di fare lo stesso. S.A.R.A. decide di correre ai ripari e sequestra Carter, Stark, Allison, Fargo, Henry e Beverly, dando a tutti loro un ultimatum: finché non si chiariranno, nessuno potrà lasciare la casa. Stark, Henry e Fargo tentano di spegnere S.A.R.A., ma accidentalmente provocano l'attivazione di B.R.A.D. (Battle Reactive Automatic Defense), bellicosa intelligenza artificiale creata per scopi militari sulla base della quale è stata adattata S.A.R.A. Con l'aiuto di Jo e Taggart, che agiscono dall'esterno, Carter riesce a riattivare S.A.R.A., che alla fine ammette che aveva soltanto paura di restare sola. La paradossale situazione, ad ogni modo, ha portato i protagonisti a riappacificarsi, e tutto torna alla normalità.
- Altri interpreti: Michael Coleman (fattorino), Arthur Corber (scienziato).

## Una volta nella vita
- Titolo originale: Once in a Lifetime
- Diretto da: Michael Lange
- Scritto da: Andrew Cosby, Jaime Paglia, Johanna Stokes

### Trama
Stark e Kim conducono un test sul Manufatto, ma qualcosa va storto e si verifica un'esplosione. Quattro anni dopo, Carter e Allison sono sposati e aspettano un figlio, Henry e Kim sono una coppia felice e Stark ha lasciato la Global Dynamics. Nella Sezione 5 viene ritrovato un cadavere carbonizzato apparso letteralmente dal nulla; le stranezze proseguono con la comparsa in città di oggetti ed eventi provenienti dal passato. Il cadavere si rivela essere quello di Kim, ed Henry è costretto ad ammettere di essere lui stesso il responsabile di quanto sta accadendo: Kim, infatti, è morta nell'esplosione del Manufatto quattro anni prima ed Henry ha usato l'acceleratore di Walter Perkins per cambiare il passato e salvarla, generando una linea temporale alternativa. La nuova realtà, però, non è stabile e il paradosso creato dall'interferenza di Henry la sta portando al collasso; l'unico modo per evitarlo è tornare indietro e impedire a Henry di salvare Kim. Con l'aiuto di Stark, Carter riesce a tornare a quattro anni prima sovrapponendo la propria coscienza al se stesso del passato e a fermare Henry, che è così costretto ad assistere alla morte di Kim. La linea temporale è stata ripristinata e si ritorna così nel 2006; Carter, l'unico assieme ad Henry a ricordare il futuro alternativo, non ha più l'amore di Allison, ma non perde la speranza che un giorno potrà averla di nuovo accanto.
- Guest Star: Tamlyn Tomita (Kim Anderson), Chris Gauthier (Vincent).
- Altri interpreti: Aaron Isaacs (Walter Perkins), Bryan Wilson (gemello #2), Keith Wilson (gemello #1), J.R. Messado (Kevin Blake).